# Belarussische Nationale Technische Universität
Die Belarussische Nationale Technische Universität (BNTU; belarussisch Беларускі нацыянальны тэхнічны універсітэт Belaruski Nazyjalny Technitschny Uniwersitet, russisch Белорусский национальный технический университет Belorusski Nazionalnyj Technitscheski Uniwersitet, wiss. Transliteration Belorusskij nacional'nyj techničeskij universitet) ist die führende technische Hochschule und zweitwichtigste Universität in Belarus. An ihren 103 Fachbereichen werden neben technischen Berufen auch Ökonomen, Architekten und Lehrer ausgebildet.

## Geschichte
Die Universität ist heute die älteste Hochschule in Belarus und feierte 2020 ihr 100-jähriges Bestehen. Schores Iwanowitsch Alfjorow, Nobelpreisträger für Physik, studierte ab 1947 an der heutigen BNTU. Im Jahr 1991 wurde das Polytechnische Institut in die Nationale Polytechnische Akademie umgeformt und 1997 offiziell als führende Einrichtung für Ingenieurwissenschaften der Republik Belarus gemäß dem Beschluss des Ministerrats vom 17. Januar 1997 anerkannt. Am 1. April 2002 erhielt die Universität ihren heutigen Namen und Status. Im selben Jahr wurden neue Fachbereiche für natürliche Ressourcen und Umweltschutz sowie für Technologie-Management und Verwaltung eingeführt. 2003 kam die Fakultät für Militärtechnik hinzu. Heute bietet die BNTU über 100 Studiengänge in 17 Fakultäten an.

## Fakultäten
- Fakultät für Kraftfahrzeug- und Traktorenbau

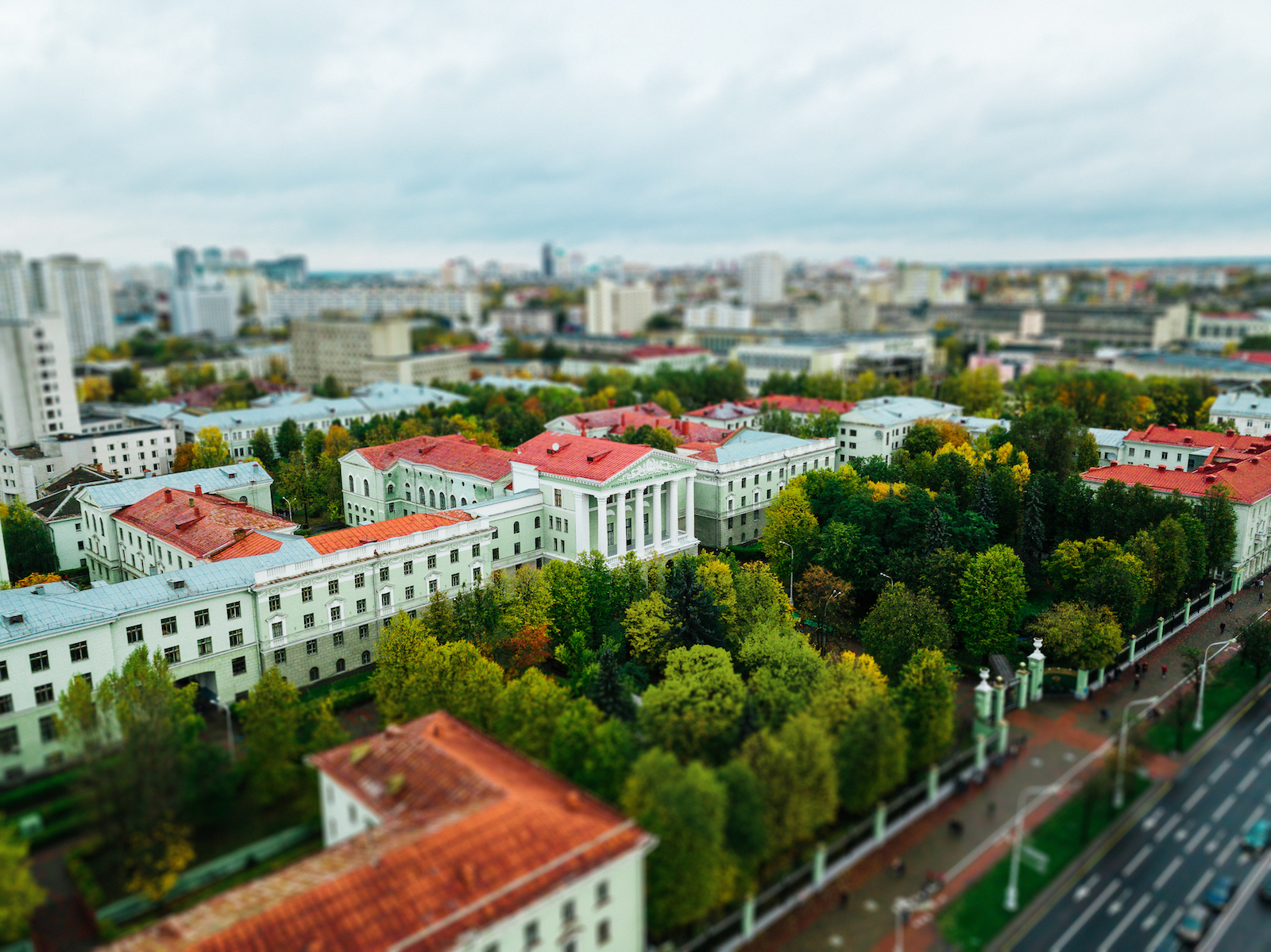
Blick auf den Hauptcampus der BNTU sowie sein Hauptgebäude

- Fakultät für Bergbau und Umweltingenieurwissenschaften
- Fakultät für Maschinenbau
- Fakultät für Mechanik und Technologie
- Fakultät für Marketing, Management und Geschäftsführung
- Fakultät für Energetik
- Fakultät für Informationstechnologien und Robotik
- Fakultät für Verwaltung und Verwaltungshumanisierung
- Fakultät für Ingenieurpädagogik
- Fakultät für Energiebauwesen
- Fakultät für Architektur
- Fakultät für Militärtechnik
- Fakultät für Bauingenieurwesen
- Fakultät für Gerätebau
- Fakultät für Verkehrskommunikation
- Fakultät für Sporttechnik

- Internationales Institut für Fernbildung

Zur BNTU gehören auch sechs weitere Bildungsinstitute:
- Zweigstelle in Salihorsk
- Republikanisches Institut für innovative Technologien
- Republikanisches Institut für technologische Hochschulbildung
- Institut für Weiterbildung, Fortbildung und Mitarbeiterförderung
- Institut für Weiterbildung und Umschulung in neuen Bereichen der Technik, Technologie und Wirtschaftsentwicklung
- Forschungsabteilung

## Studentenleben
Es gibt an der BNTU die Möglichkeit, Vollzeit (Tagesstudium), Teilzeit (Abendstudium) oder im Fernstudium zu studieren. Das grundständige Studium dauert 4 (Wirtschaftswissenschaften) bis 6 (Architektur) Jahre. Danach gibt es die Möglichkeit, in 1–2 Jahren die wissenschaftliche Magistratur zu durchlaufen und im Anschluss die Aspirantur zu absolvieren.
Die Universität unterhält 18 Studentenwohnheime in der Umgebung des Campus im Zentrum von Minsk. Die Wissenschaftliche Bibliothek der BNTU hat einen Bestand von über zwei Millionen Werken. Darüber hinaus verfügt die BNTU über ein Computerzentrum, ein Zentrum für Theater und Kunst, ein Stadion, einen Tennisplatz, ein Schwimmbad sowie mehrere Sporthallen. Die Universität verfügt über ein eigenes Sanatorium am Minsker Meer.

## Internationale Zusammenarbeit
Seit 1960 haben mehr als 5000 internationale Studenten aus Europa, Asien, Afrika und Lateinamerika ein Studium an der BNTU abgeschlossen. Im Jahr 2003/2004 waren 450 ausländische Studenten an der BNTU immatrikuliert, die meisten davon aus Turkmenistan und der Volksrepublik China. Die erste internationale Studentenvereinigung der Republik Belarus wurde 1997 gegründet. Ausländische Studenten besuchen meist zunächst einen einjährigen Vorbereitungskurs, in dem sie neben Russisch auch Mathematik, Physik und andere technische Fächer belegen. Nach dem Bestehen der Prüfung am Ende dieses Kurses können sie ein reguläres Studium aufnehmen, die Unterrichtssprache ist Russisch.
An der BNTU befindet sich seit 2003 das Informationszentrum des Deutschen Akademischen Austauschdiensts in Belarus. Dieses unterstützt die deutsch-belarussische Hochschulzusammenarbeit und bietet belarussischen Studenten und Wissenschaftlern die Möglichkeit, in Deutschland zu studieren oder forschen. Daneben beteiligt sich die BNTU an internationalen Programmen wie Erasmus+, TEMPUS und Programmen der UNESCO. Es bestehen Hochschulpartnerschaften mit 29 Ländern der Welt.

## Bekannte Absolventen
- Dsmitryj Kasmowitsch (1909–1991), belarussischer politischer Aktivist und Nazikollaborateur
- Ülo Nugis (1944–2011), estnischer Politiker
- Gennadi Gagulija (1948–2018), abchasischer Politiker
- Wital Rymascheuski (* 1975), belarussischer Politiker
- Alena Douhan (* 1979), belarussische Rechtswissenschaftlerin und UN-Sonderberichterstatterin